# Rollhockey Club Wimmis
Il Rollhockey Club Wimmis è una squadra di hockey su pista svizzera avente sede a Wimmis. Nella sua storia ha vinto 1 campionato nazionale e 3 coppe di Svizzera.

## Palmarès

### Titoli nazionali
4 trofei
- Campionato svizzero: 1

2006-2007
- Coppa di Svizzera: 3

1988, 1996, 2004-2005